# 1980년 하계 올림픽 안도라 선수단
1980년 하계 올림픽 안도라 선수단은 소비에트 연방 모스크바에서 개최된 1980년 하계 올림픽에 참가한 올림픽 안도라 선수단이다. 1980년 하계 올림픽 보이콧에 의해 자국의 국기 대신 올림픽기를 사용하였다.

## 참고 자료
- (영어) “Andorra at the 1980 Moskva Summer Games”. SR/Olympic Sports. 2013년 11월 11일에 원본 문서에서 보존된 문서. 2011년 10월 6일에 확인함.
- (영어) 공식 올림픽 보고서 보관됨 2012-02-04 - 웨이백 머신